# 巽他板塊
 隐没带

 Alps  造山带

30→ 相对于非洲板块的移动速度（mm/Y）
巽他板塊是位於亞洲東南部的板塊，以前被認為是歐亞大陸板塊的一部分，包括南中國海、安達曼海、中印半島東南部地區、馬來半島、婆羅洲、蘇門答臘、爪哇島、蘇拉威西島、巴拉望島和蘇祿群島。但全球定位系统的测量结果证实，它相对于欧亚大陆较独立地向东移动，速度为每年约10毫米。
巽他板塊東面界線有菲律賓活動帶（Philippine Mobile Belt）、馬魯古海碰撞帶（Molucca Sea Collision Zone）、摩鹿加海板塊、班達海板塊和帝汶板塊，南面和西面是澳洲板塊，北面有緬甸板塊、歐亞大陸板塊和長江板塊。巽他板塊的東面、南面和西面邊界均有複雜構造和活躍地殼活動，北面邊界相對較平靜。